# Entrincheiramento da Agronômica
O Entrincheiramento da Agronômica localizava-se na elevação onde se situava a antiga Estação Agronômica de Florianópolis (atual Casa d'Agronômica), no bairro de mesmo nome, em Florianópolis, no litoral do estado de Santa Catarina, no Brasil.

## História
Esta estrutura encontra-se referida por BOITEUX (1912), que menciona a existência de trincheiras no local, erguidas em 1775, por determinação do governador militar da ilha de Santa Catarina, Marechal Antônio Carlos Furtado de Mendonça (1775-1777) (apud: GARRIDO, 1940:144), no contexto da iminência de uma invasão espanhola, concretizada em 1777.
O chamado Palácio da Agronômica, antiga residência dos presidentes da Província, mantém as suas funções, utilizado atualmente como residência oficial do Governador do Estado.